# Chrysobothris sylvania
Chrysobothris sylvania är en skalbaggsart som beskrevs av Henry Clinton Fall 1910. Chrysobothris sylvania ingår i släktet Chrysobothris och familjen praktbaggar. Inga underarter finns listade i Catalogue of Life.